# Квельмальц, Альфред
Альфред Квельмальц (нем. Alfred Quellmalz, 25 октября 1899, Месштеттен — 5 декабря 1979, Осэ, Бельгия) — немецкий музыковед, сотрудник Аненербе, унтерштурмфюрер СС.

## Биография
Сын городского врача. С 1928 г. работал ассистентом Германского архива народных песен во Фрайбурге. В 1932 г. защитил кандидатскую диссертацию во Фрайбурге.

## Карьера при нацистах
В 1937 г. вступил в НСДАП (№ 4.715.632). В 1937—1945 гг. архивариус и руководитель отдела народных песен Государственного института германского музыковедения. С 1940 г. сотрудничал в Аненербе. В 1940—1942 гг. по распоряжению Гиммлера руководил экспедицией по сбору народных мелодий в Южном Тироле. Всего им были собрано порядка 3 000 народных песен и инструментальных пьес. В 1943—1944 гг. возглавлял учебно-исследовательский отдел индогерманской музыки Аненербе. С 1944 г. служил в войсках СС.

## После войны
В 1945—1949 гг. работал в качестве свободного музыковеда в Брегенце, одновременно в 1947—1949 гг. звукорежиссёром на австрийском радио в Форарльберге. С 1950 г. работал в студии Юго-Западного радио в Тюбингене, одновременно преподавал в Высшей школе музыки в Троссингене (Баден-Вюртемберг). В 1954—1961 гг. земельный референт Молодёжного Красного креста в Штутгарте. По линии Немецкого научно-исследовательского сообщества занимался исследованиями народной музыки в Альгойе и Южном Тироле. Выпустил трёхтомную антологию «Тирольские народные песни».

## Сочинения
- Henri Dunant und die Templer. [Stuttgart-Sonnenberg] : [Gebietsleitung d. Tempelgesellschaft], 1964.
- Die Weise vom Eislein. [o. O.], [1944].
- Tänze und Spielstücke aus der Tonbandsammlung Dr. Alfred Quellmalz 1940—1942 [Medienkombination].